# Crisi sanitària
Una crisi sanitària o crisi de salut pública és una situació de risc o de desbordament del sistema sanitari que afecta els humans d'una o més àrees geogràfiques, des de la mes petita fins a la globalitat de tot el planeta. Les crisis sanitàries tenen generalment impactes importants en la salut de la comunitat, la pèrdua de vides i en l'economia. Poden ser resultat de malalties, processos industrials o polítiques precàries.
La seva gravetat sovint es mesura pel nombre de persones afectades, per la seva extensió geogràfica o per la morbiditat o la mortalitat del procés patogen que l'origina.

## Característiques

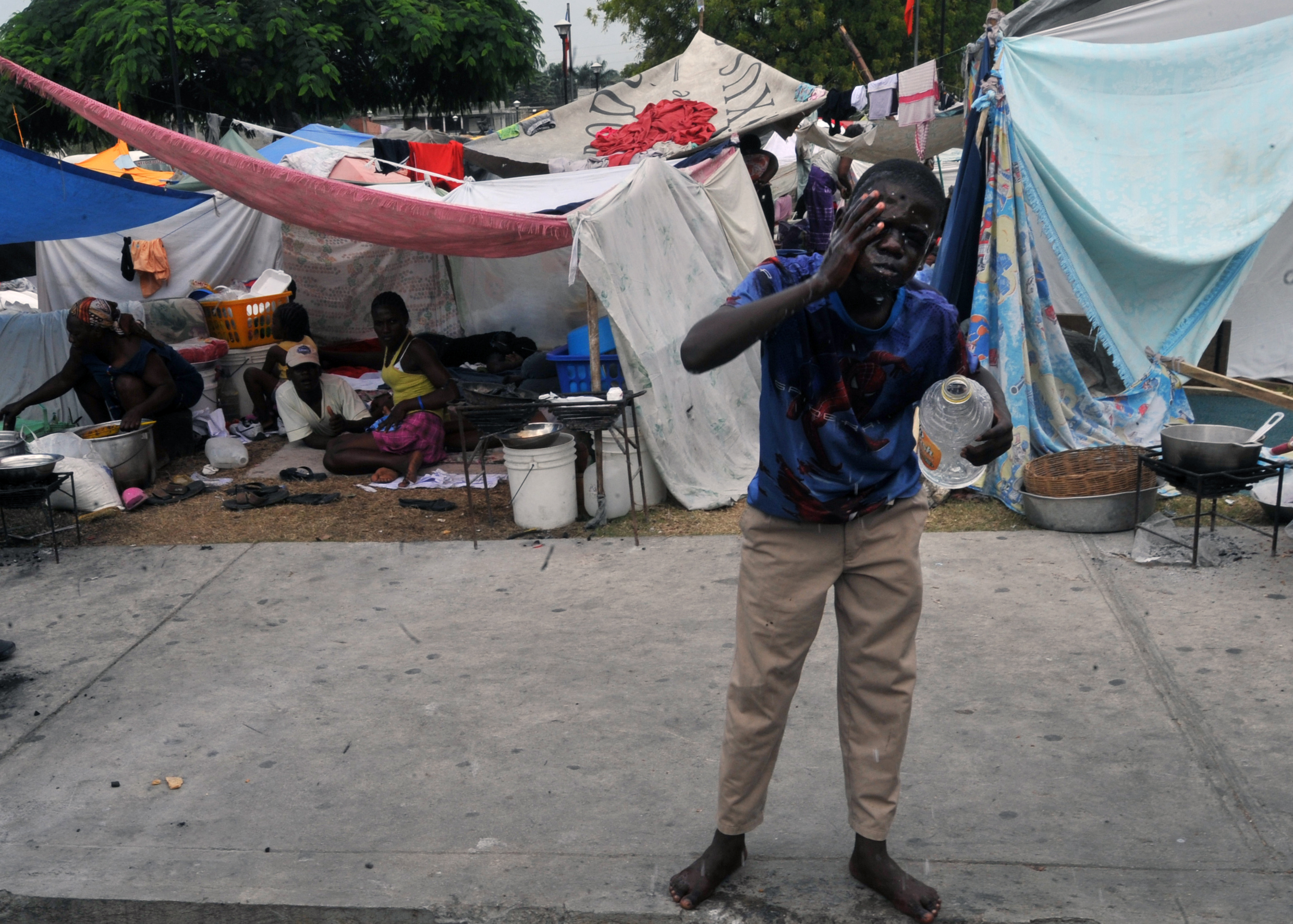
Després d'haver perdut les cases en el terratrèmol, molts haitians viuen ara en camps precaris.

Generalment hi ha tres components clau en les crisis de sanitàries:
- Problemes de salut pública.[6]
- Problemes de coordinació sanitària.[7]
- Alarma sanitària: mala comunicació dels riscos per a la població que provoquen commoció social.[8]

## Tipus
- Ambiental
- Alimentària
- Tòxica

## Exemples

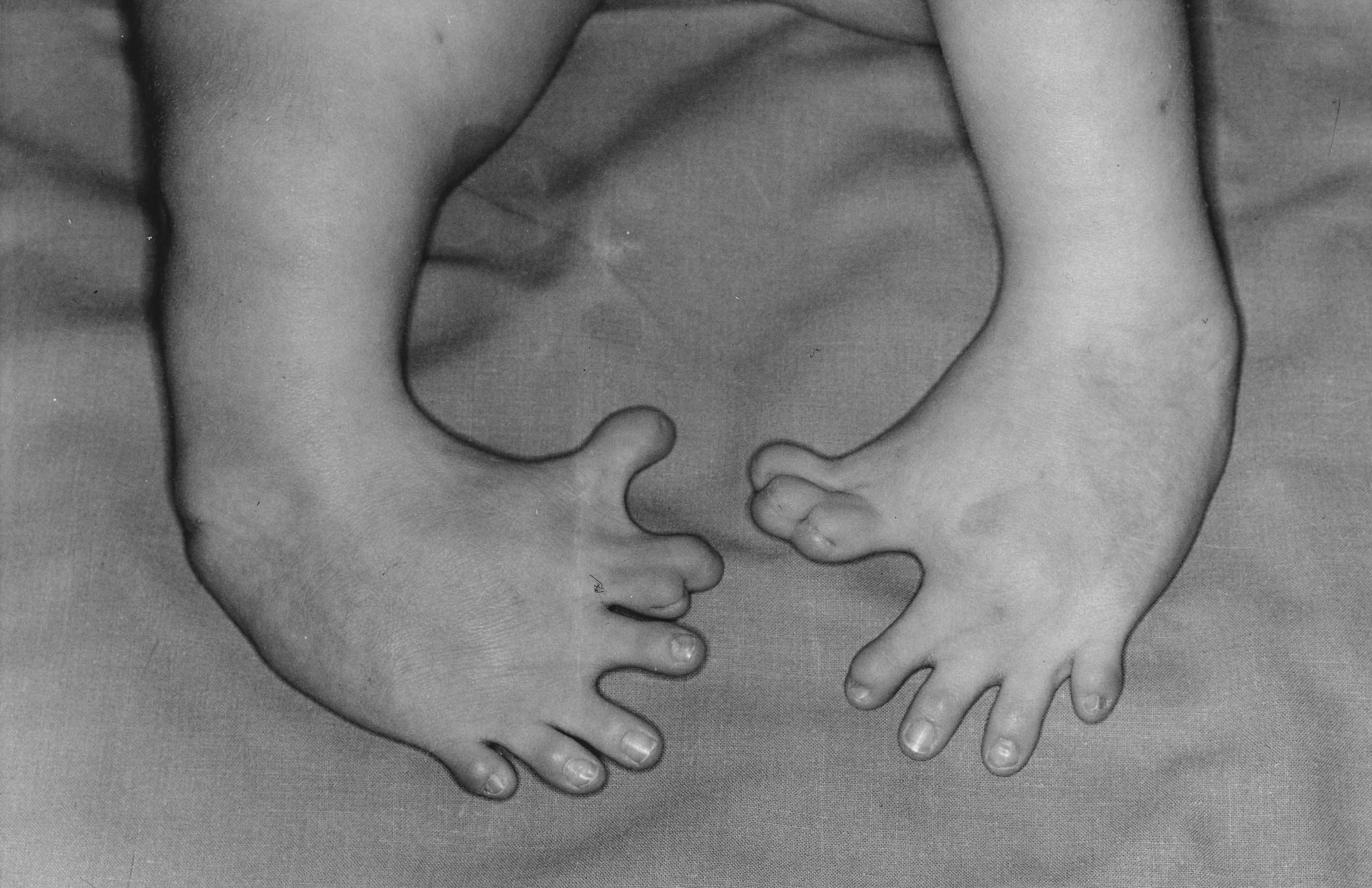
Nadó nascut a una mare que havia pres talidomida mentre estava embarassada.

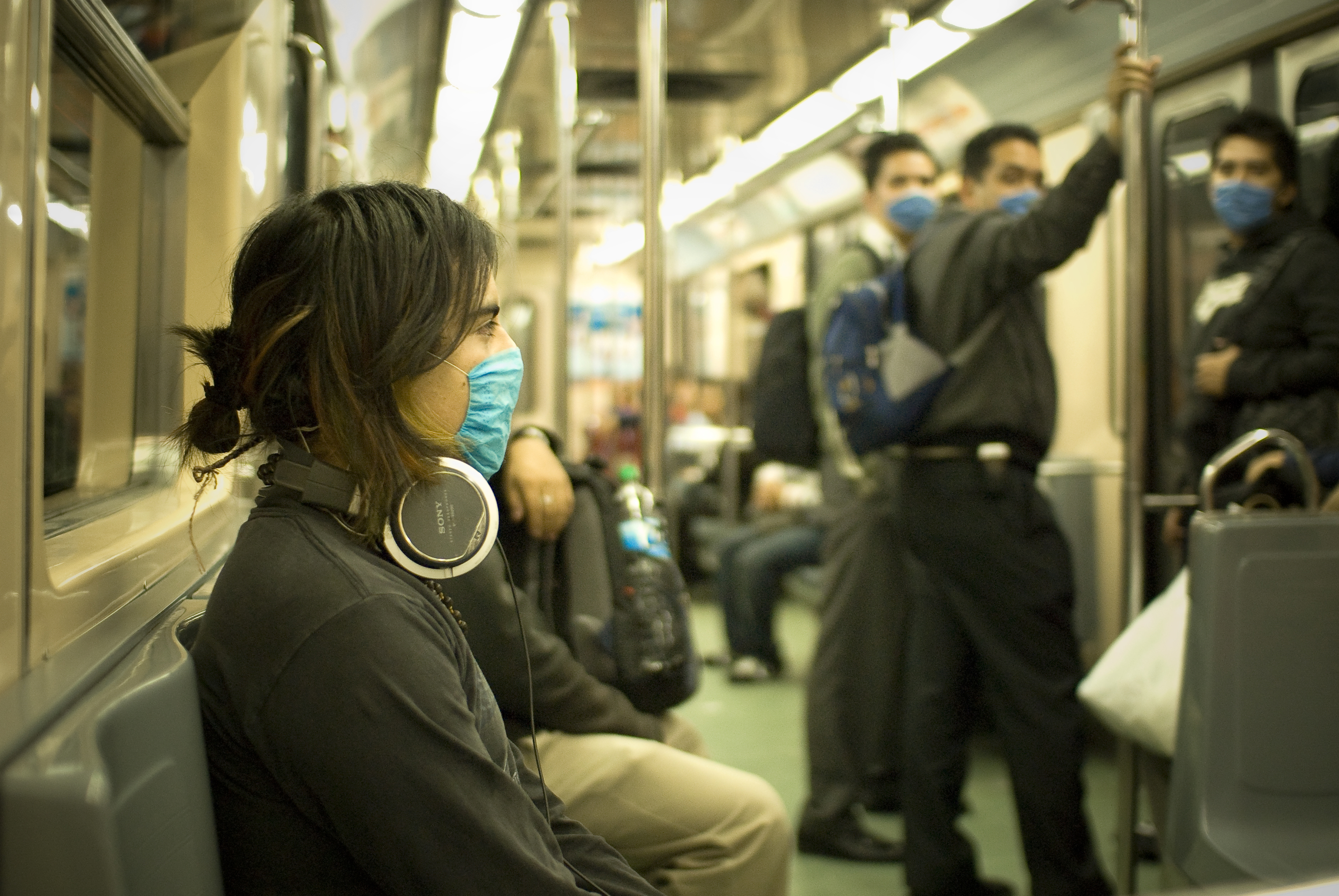
Al Metro de Mèxic, els passatgers estan protegits contra la grip A.

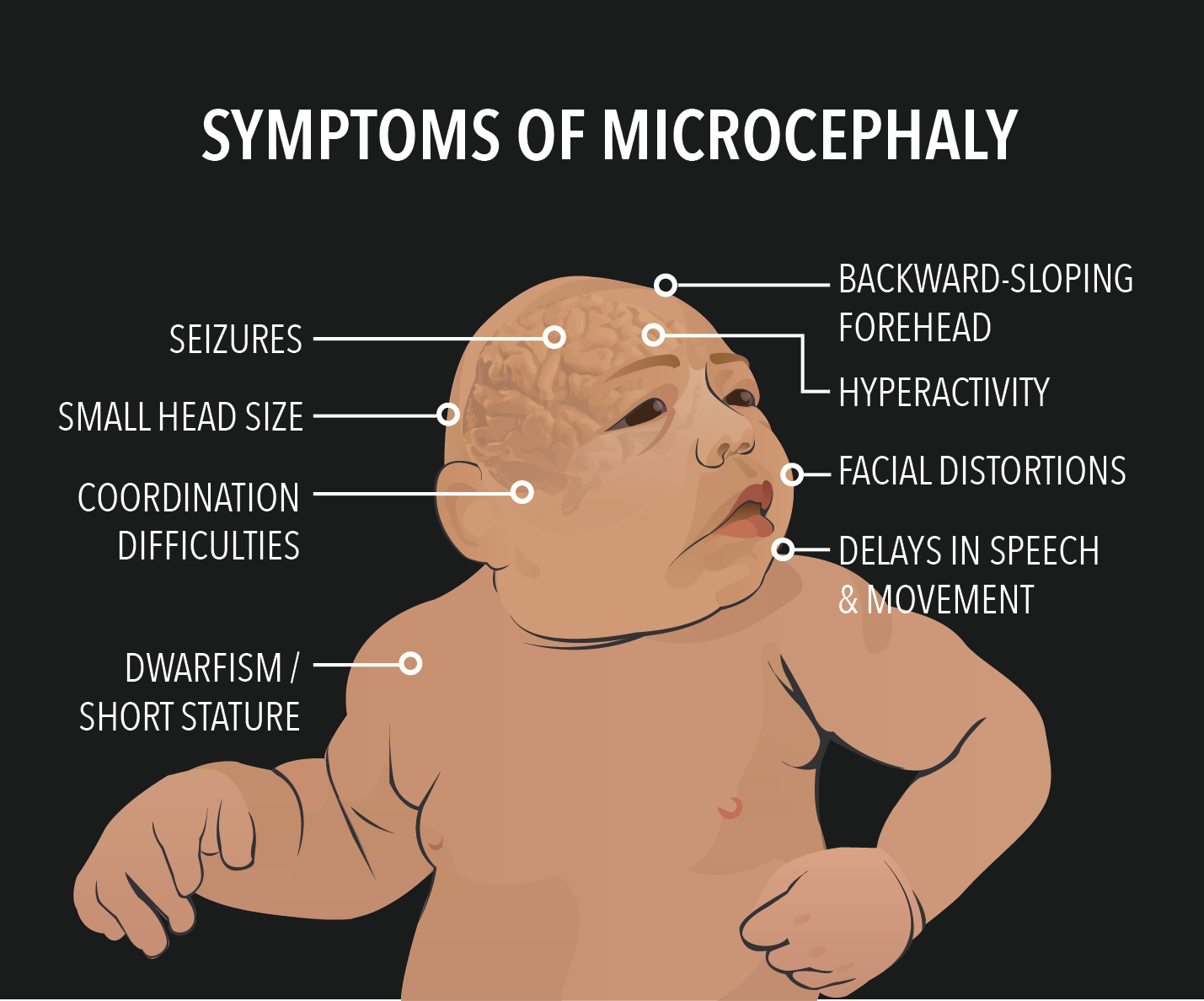
Símptomes de microcefàlia, relacionats amb mares infectades pel virus Zika.

- 1831/32: Epidèmia de còlera a Anglaterra.[10]
- 1845/49: Gran Fam Irlandesa.[11]
- 1858: Escàndol de la llet adulterada de Nova York.[12]
- 1891/92: Fam a Rússia.[13]
- 1905: Escàndol de la carn nord-americana per la publicació del llibre "The Jungle" d'Upton Sinclair.
- 1918/19: Grip espanyola.
- 1963: Defectes de naixement teratogènics per talidomida.[14]
- 1981: Síndrome de l'oli tòxic o simplement síndrome tòxic, ocasionat per la ingesta d'oli de colza desnaturalitzat.[15]
  - VIH / SIDA.[16][17][18][19]
- 1996: Encefalopatia espongiforme bovina (EEB), coneguda generalment com a malaltia de les vaques boges.[20]
- 1998: Desastre de Doñana, també conegut com a desastre d' Analnalcollar o desastre de Guadiamar.[21]
- 2001: Atacs amb àntrax als Estats Units, també coneguts com a Amerithrax.[22]
- 2003: Síndrome respiratòria aguda greu (SARS).[23]
- 2004: Grip aviària (H5N1), de vegades anomenada grip aviar o influenza aviar.[24]
- 2006: Vessaments tòxics a la Costa d'Ivori.[25]
  - Toxicitat per greixos trans.[26]
- 2007: Intoxicació per pintura de plom sobre joguines de la Xina.[27]
- 2008: Escàndol de la llet xinesa. Va ser un incident de seguretat alimentària a la Xina que va involucrar fórmules de llet i lactants, juntament amb altres materials i components alimentaris adulterats amb melamina.[28]
  - Brot de listeriosi al Canadà[29] i Xile.[30][31]
- 2009: Pandemia H1N1 / 09 de la grip.[32]
- 2010: Terratrèmol d'Haití.[33]
  - Toxicitat per Bisfenol A, substància tòxica.[34][35]
- 2011: Terratrèmol i tsunami de Tōhoku.[36]
  - Brot d'E. coli O104:H4 a Alemanya.[37]
  - Fam a Somàlia.[38][39]
- 2012: Frau en implants mamaris, realitzat per la companyia francesa Poly Implant Prothèses (PIP).[40][41]
- 2014: Brot d'Ebola a l'Àfrica occidental.[42][43]
- 2015: Brot del virus Zika a Amèrica.[44][45]
  - Sobredosis fatals per consum d'opioides als EUA.[46]
- 2019: Pandèmia per coronavirus.
- 2024: Fam a la Franja de Gaza[47][48][49]

## Prevenció i control
- Utilització dels sistemes d'alerta sanitària. Cal un sistema sanitari que respongui a les necessitats de la població i que perfeccioni els instruments per garantir una preparació adequada abans de la eclosió.[50][51][52]
- Transparència de les institucions públiques o privades. La percepció de crisi pot defugir el control d'experts o institucions sanitàries. Es necessari que les parts interessades proporcionin solucions en la difusió i el tractament del problema de salut. Això requereix un difícil equilibri entre la necessitat de donar respostes clares i les pors poc fonamentades.[53]
- Política d'informació adequada. La irracionalitat sorgeix quan la informació es distorsiona o s'amaga. Afrontar una crisi de salut implica: respecte per la societat, coordinació d'organitzacions i una institució amb pes científic per a les persones. Els mitjans de comunicació, han d'actuar com a portaveu en situacions de risc per a la salut pública, per obtenir la confiança entre la ciutadania. La capacitat tècnica dels professionals sanitaris està més provada en el cas dels funcionaris públics. Aquest fet, suggereix una major participació de la sanitat pública i una millor formació pràctica de la privada.[54][55][56]
- Avaluar crisis anteriors o altres experiències. Les crisis són reptes que s'han d'aprendre tant dels errors com dels èxits, ja que serveixen per provocar els dispositius i millorar la resposta a altres crisis. És important realitzar anàlisis de respostes anteriors, auditoria i vulnerabilitat dels riscos, investigació i proves i exercicis per preparar-se per a futures crisis.[57][58][59]
- Preparar objectius : "primer, reduir l'impacte de la malaltia i la mort i, segon, evitar la fractura social".[60]
- Elaboració de plans de contingència. La preparació és clau per a la crisi, ja que permet una resposta forta, organitzada i sostinguda científicament. Els plans d'acció han de ser coneguts per part dels professionals amb suficient antelació, amb una bona dotació formativa. Els polítics han de ser coherents en les seves accions i coordinar tots els recursos disponibles. És imprescindible invertir en recursos de salut pública per preparar mesures preventives i reduir les desigualtats de salut per minimitzar l'impacte de les crisis sanitàries, ja que generalment sempre pateixen mes la població mes pobra.[61][62]

## Reglament Sanitari Internacional
El Reglament Sanitari Internacional de 2005 (RSI 2005) és una normativa de l'Organització Mundial de la Salut que pretén prevenir la propagació internacional de malalties, protegint-se contra la seva propagació, controlar-la i donar-li una resposta, evitant el mateix temps les interferències innecessàries amb el trànsit i el comerç internacional. "Estableix una nova sèrie de normes encaminades a apuntalar el sistema real d'alertes i que respongui davant brots epidèmics, exigint als països que millorin els mecanismes internacionals de vigilància i notificació d'esdeveniments de salut pública, alhora que es referenciïn amb la seva capacitat nacional de vigilància i resposta".
El RSI 2005 defineix una emergència sanitària de preocupació internacional com un “esdeveniment extraordinari de salut pública que, mitjançant procediments concrets, és determinat que constitueix un risc per a la salut pública d'altres Estats com a causa de la propagació internacional d'una malaltia, i es podrà exigir una resposta internacional coordinada ". Els criteris de decisió per determinar una emergència de salut pública d'importància internacional:
- gravetat de les repercussions de salut pública de l'esdeveniment;
- caràcter inusual o imprevist de l'esdeveniment;
- possibilitats de propagació internacional de l'esdeveniment, i / o;
- risc de restriccions als viatges o al comerç a causa de l'esdeveniment.[63]

## Vegeu també

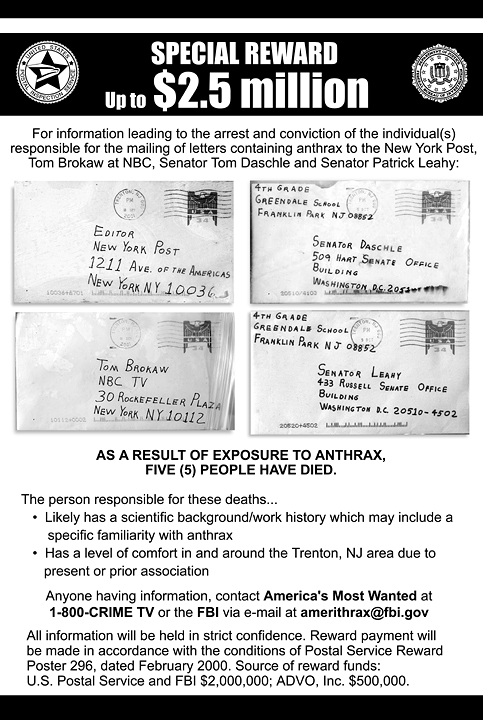
Una recompensa per informació sobre les cartes bomba amb àntrax de 2001, per valor de 2,5 milions de dòlars, publicada pel FBI i el servei postal nord - americà